# Ministère de la Culture (Serbie)
Pour les autres articles nationaux ou selon les autres juridictions, voir Ministère de la Culture.
Le ministère de la Culture et de l'Information (en serbe cyrillique : Министарство културе и информисања ; en serbe latin : Ministarstvo kulture i informisanja) est le département ministériel du gouvernement serbe chargé de la politique culturelle et de l'information en Serbie.

## Organisation
Le ministère s'organise autour de plusieurs sections ou départements, parmi lesquels on peut citer :
- le Département du patrimoine culturel ;
- le Département de l'art contemporain et des industries de la création ;
- le Département de l'information et des médias ;
- le Département des communications électroniques ;
- le Département de la société de l'information ;
- le Département de l'intégration européenne dans le domaine des communications électroniques, des services postaux et de la société de l'information ;
- le Département des services postaux ;
- le Département des affaires économiques et financières ;
- l'Administration de l'agenda numérique.

## Liste des ministres
| Ministre                                                             | Parti                  | Parti                  | Dates                   | Gouvernement           |                        |
| Ministre de la Culture                                               | Ministre de la Culture | Ministre de la Culture | Ministre de la Culture  | Ministre de la Culture | Ministre de la Culture |
| -------------------------------------------------------------------- | ---------------------- | ---------------------- | ----------------------- | ---------------------- | ---------------------- |
| Dragan Kojadinović                                                   |                        | SPO                    | 03/03/2004 - 15/05/2007 | Koštunica I            |                        |
| Vojislav Brajović                                                    |                        | DS                     | 15/05/2007 - 07/07/2008 | Koštunica II           |                        |
| Nebojša Bradić                                                       |                        | G17 Plus               | 07/07/2008 - 14/03/2011 | Cvetković              |                        |
| Ministre de la Culture, des Médias et de la Société de l'information |                        |                        |                         |                        |                        |
| Predrag Marković                                                     |                        | G17 Plus               | 14/03/2011 - 27/07/2012 | Cvetković              |                        |
| Ministre de la Culture, des Médias et de la Diaspora                 |                        |                        |                         |                        |                        |
| Bratislav Petković                                                   |                        | SNS                    | 27/07/2012 - 02/09/2013 | Dačić                  |                        |
| Ivan Tasovac                                                         |                        | Ind.                   | 02/09/2013 - 27/04/2014 | Dačić                  |                        |
| Ministre de la Culture et des Médias                                 |                        |                        |                         |                        |                        |
| Ivan Tasovac                                                         |                        | Ind.                   | 27/04/2014 - 11/08/2016 | Vučić I                |                        |
| Vladan Vukosavljević                                                 |                        | Ind.                   | 11/08/2016 - 28/10/2020 | Vučić II et Brnabić I  |                        |
| Maja Gojković                                                        |                        | SNS                    | 28/10/2020 - 26/10/2022 | Brnabić II             |                        |
| Ministre de la Culture                                               |                        |                        |                         |                        |                        |
| Maja Gojković                                                        |                        | SNS                    | 26/10/2022 - 02/05/2024 | Brnabić III            |                        |
| Nikola Selaković                                                     |                        | SNS                    | depuis le 02/05/2024    | Vučević et Macut       |                        |

## Site officiel
- Site officiel